# German (Iwanow)
German, imię świeckie Jakow Fiodorowicz Iwanow (ur. 1863 w Petersburgu, zm. 1903 tamże) – rosyjski biskup prawosławny.

## Życiorys
Ukończył seminarium duchowne w Ołońcu, a następnie w 1890 Petersburską Akademię Duchowną, gdzie uzyskał tytuł kandydata nauk teologicznych. W tym samym roku złożył wieczyste śluby mnisze (30 stycznia) w monasterze Wałaam, na ręce rektora Petersburskiej Akademii Duchownej archimandryty Antoniego. Następnie został wyświęcony na hieromnicha (27 maja).
Bezpośrednio po ukończeniu Akademii otrzymał skierowanie do pracy w charakterze nadzorcy szkoły duchownej w Zwienigorodzie. W 1892 został inspektorem Wifańskiego Seminarium Duchownego, po roku przeniesiony na identyczne stanowisko w seminarium w Mohylewie. Następnie od 1894 do 1897 był wykładowcą seminarium duchownego w Woroneżu. W 1897, po konflikcie z seminarzystami, został zwolniony z pracy i skierowany do monasteru św. Onufrego w Jabłecznej. Ponieważ funkcja jego przełożonego od 1896 wakowała, German (Iwanow) otrzymał godność archimandryty i objął kierownictwo nad wspólnotą.
1 listopada 1898 w soborze św. Izaaka w Petersburgu miała miejsce jego chirotonia na biskupa lubelskiego, wikariusza eparchii chełmsko-warszawskiej, w której jako konsekratorzy wzięli udział m.in. arcybiskup fiński i wyborski Antoni, biskup tambowski Jerzy i biskup Aleutów i Alaski Tichon. W 1902 przeniesiony w stan spoczynku. Jako przełożony monasteru w Jabłecznej przyczynił się w znaczący sposób do podniesienia jego prestiżu, uczynienia z niego znaczącego ośrodka misyjnego i pielgrzymkowego.
Zmarł w 1903 po krótkiej chorobie i bezskutecznym leczeniu we Włoszech. Został pochowany w cerkwi św. Izydora w kompleksie Ławry św. Aleksandra Newskiego w Petersburgu.